# Каретникова, Вера Владимировна
Вера Владимировна Каретникова (род. 24 июня 1984, Минск) — белорусская певица, финалистка проекта «Народный артист», победительница Белорусско-российского межвузовского конкурса «Королева Весна-2004».

## Биография
Вера Каретникова родилась в обыкновенной семье. Мама Анна — преподаватель математики в школе, папа Владимир — электрик на одном из минских предприятий. Вера не получила музыкального образования, что значительно осложнило её музыкальную карьеру в самом начале — девушку не допускали к участию на многие музыкальные конкурсы. Обучалась по специальности «Международная экономика». В  2005 году участвовала в проекте «На перекрестках Европы» (композиция «Мечтай»). В июле 2009 года участвовала в телепроекте «Битва титанов».
Участница оркестра под управлением Михаила Финберга. Участница музыкальных программ «Серебряный граммофон» и «Песня года». Сотрудничает с композитором Леонидом Шириным. 

## Награды и премии
- 2004 — победительница белорусско-российского межвузовского конкурса грации и артистического мастерства «Королева Весна — 2004»
- 2004, сентябрь-ноябрь — Финалистка проекта «Народный артист-2»[3]
- 2008, март — финалистка международного европейского музыкального конкурса «Hello, Jurmala!»